# Omladinski stadion
Das Omladinski stadion (serbisch-kyrillisch Омладински стадион, deutsch „Jugend-Stadion“) ist ein Fußballstadion des Fußballvereins OFK Belgrad aus Serbien. Es bietet 19.100 Plätze, davon 10.600 Sitzplätze. Das Stadion soll renoviert werden, um den UEFA-Sicherheitsstandards für nationale und internationale Fußballveranstaltungen gerecht zu werden.